# Luna 16
El Luna 16 (Ye-8-5 series) fue una misión espacial no tripulada perteneciente al programa Luna de la Unión Soviética. Fue la primera sonda robótica que alunizó y regresó con muestras de suelo lunar a la Tierra. Esta representó la primera misión lunar de retorno de muestras de la Unión Soviética, y fue la tercera misión lunar de retorno de muestras en general, después de las misiones del Apolo 11 y Apolo 12.
La nave espacial consistía en dos etapas adjuntas: una etapa de ascenso, montada en la parte superior de una etapa de descenso. La etapa de descenso era un cuerpo cilíndrico con cuatro patas de aterrizaje que sobresalían del fuselaje, depósitos de combustible, un radar de aterrizaje y un complejo motor de descenso dual.
Un motor principal de descenso se utilizó para frenar la nave hasta llegar a un punto que fue determinado por el ordenador de a bordo sobre la base de la altitud y la velocidad de corte. Después del corte se utilizó un banco de chorros de empuje más pequeños para el aterrizaje final. La etapa de descenso también actuó como plataforma de lanzamiento para la fase de ascenso.
Por su parte, la etapa de ascenso era un cilindro más pequeño con una punta redondeada. Llevaba un contenedor cilíndrico de muestras de suelo sellado herméticamente dentro de una cápsula de reentrada.
La etapa de descenso de la nave estaba equipada con una cámara de televisión, monitores de radiación y temperatura, equipos de telecomunicaciones, y un brazo extensible con un equipo de perforación para la toma de una muestra del suelo lunar.

## Luna 16

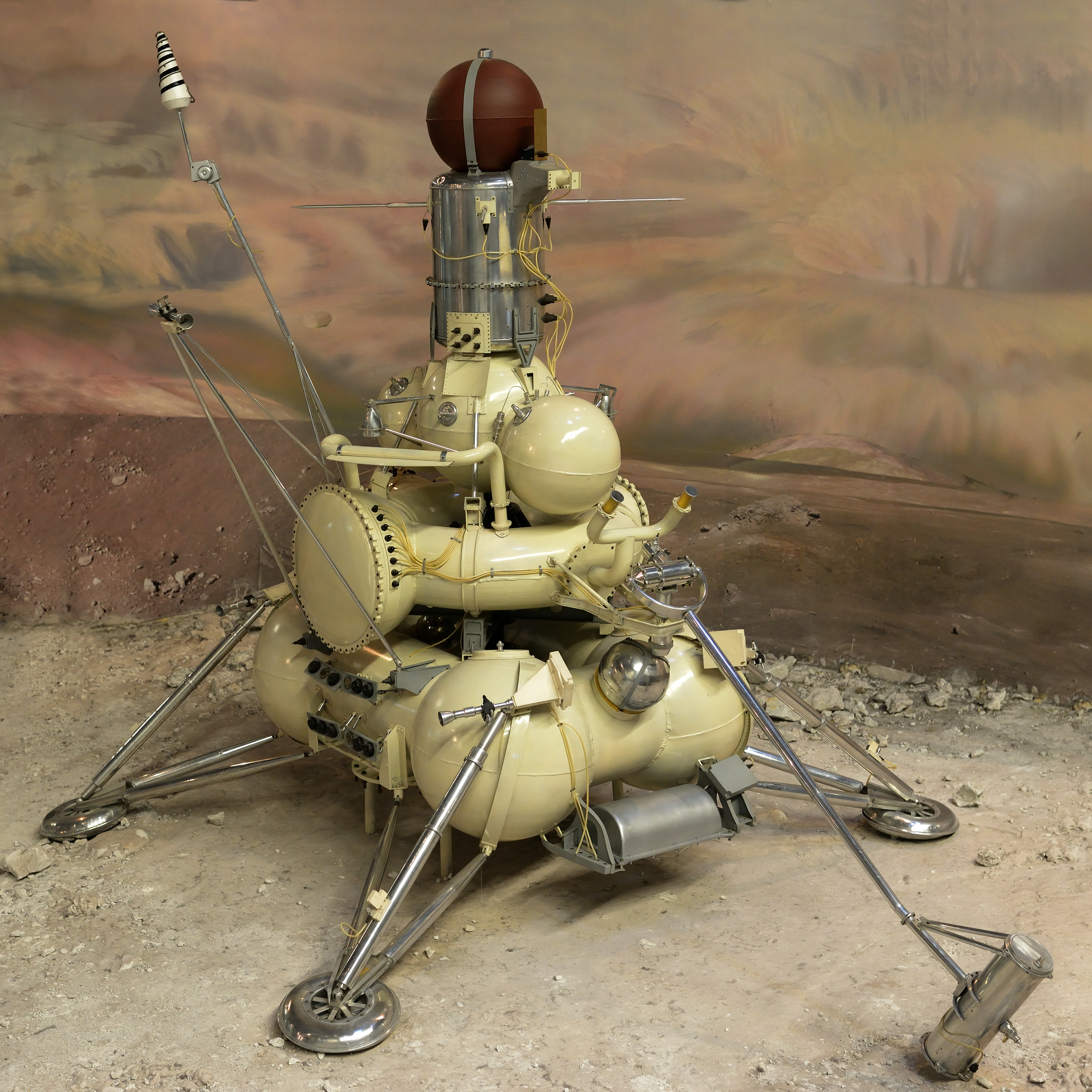
Aterrizador lunar de la misión Luna 16.

La estación automática Luna 16 fue lanzada hacia la Luna desde una órbita preliminar de la Tierra y después de una corrección a medio curso el 13 de septiembre, entró el 17 de septiembre de 1970 en una trayectoria circular (situándose a 111 kilómetros de altura y con una inclinación de 70° respecto al plano de la órbita lunar).
La gravedad de la Luna fue estudiada desde esta órbita. Después de dos ajustes orbitales que se realizaron el 18 de septiembre y el 19 de septiembre, el ápside se redujo a 15,1 kilómetros, así como se alteró la inclinación de la nave en preparación para el alunizaje. A las 05:12 UT el 20 de septiembre, el motor principal de frenado fue encendido, iniciando el descenso hacia la superficie lunar. Seis minutos después, a las 05:18 UT, la nave aterrizó con suavidad en la zona de destino, a 0°41' de latitud sur y 56°18' de longitud este, en la zona noreste del Mar de la fertilidad a unos 100 kilómetros al este del cráter Webb. Este fue el primer alunizaje realizado de noche, ya que el sol se había puesto unas 60 horas antes. El motor principal de sustentación fue apagado a una altura de 20 m, y los jets de aterrizaje fueron apagados a 2 m de altura con una velocidad inferior a 2.4 m/s, produciéndose a continuación una caída libre vertical. La masa de la nave espacial en aterrizar fue de 1.880 kilogramos. Menos de una hora después del alunizaje, a las 06:03 UT, un taladro automático penetró la superficie lunar para recoger una muestra de suelo. Después de la perforación durante 7 minutos, el taladro se detuvo al alcanzar los 35 centímetros de profundidad y luego retiró la muestra y la levantó en un arco a la parte superior de la nave espacial, depositando el material lunar en una pequeña cápsula esférica montada en el bus principal de la nave. La columna de regolito en el tubo de perforación se transfirió a continuación al recipiente de muestra de suelo.
Finalmente, después de 26 horas y 25 minutos en la superficie lunar (a las 07:43 UT el 21 de septiembre), la etapa superior de la nave despegó de la Luna. La etapa más baja del Luna 16 permaneció en la superficie lunar y continuó la transmisión de la temperatura lunar y datos de radiación. Tres días después, el 24 de septiembre, después de una travesía de subida directa sin correcciones sobre la marcha, la cápsula, con sus 101 gramos de suelo lunar, reentró en la atmósfera terrestre a una velocidad de 11 kilómetros por segundo. La cápsula aterrizó mediante un paracaídas, a unos 80 kilómetros al sureste de la ciudad de Jezkazgan en Kazajistán (47°24′N 68°36′E / 47.400, 68.600) a las 05:25 UT el 24 de septiembre de 1970. El análisis del material de basalto oscuro indica una estrecha semejanza con el suelo recuperado por la misión Apolo 12.
Según el Observatorio de Bochum en Alemania, la nave espacial envió imágenes de televisión nítidas y de buena calidad. El Luna 16 fue un éxito histórico para los soviéticos en su programa de exploración del espacio profundo, siendo esta misión la primera recuperación totalmente automática de muestras de suelo de la superficie de un cuerpo extraterrestre.

## Legado
| Misión lunar | Muestras recibidas | Año  |
| ------------ | ------------------ | ---- |
| Luna 16      | 101 g              | 1970 |
| Luna 20      | 55 g               | 1972 |
| Luna 24      | 170 g              | 1976 |

Tres pequeñas muestras de suelo (0,2 gramos) del Luna 16 fueron vendidas en una subasta en Sotheby por 442.500 dólares en 1993. Las muestras son el único material de retorno lunar en manos privadas durante el siglo XX. Otras muestras de la luna poseídas por manos privadas son meteoritos lunares de diversa calidad y autenticidad, y otras rocas lunares extraviadas del programa Apolo, posibles cuestiones jurídicas aparte.
Una serie de 10 sellos postales se emitieron en 1970 para conmemorar el vuelo de la sonda lunar Luna 16 y representa las principales etapas del programa: aterrizaje suave en la Luna, el lanzamiento de la cápsula de retorno de muestras del suelo lunar, y el paracaídas de aterrizaje asistido en la Tierra.

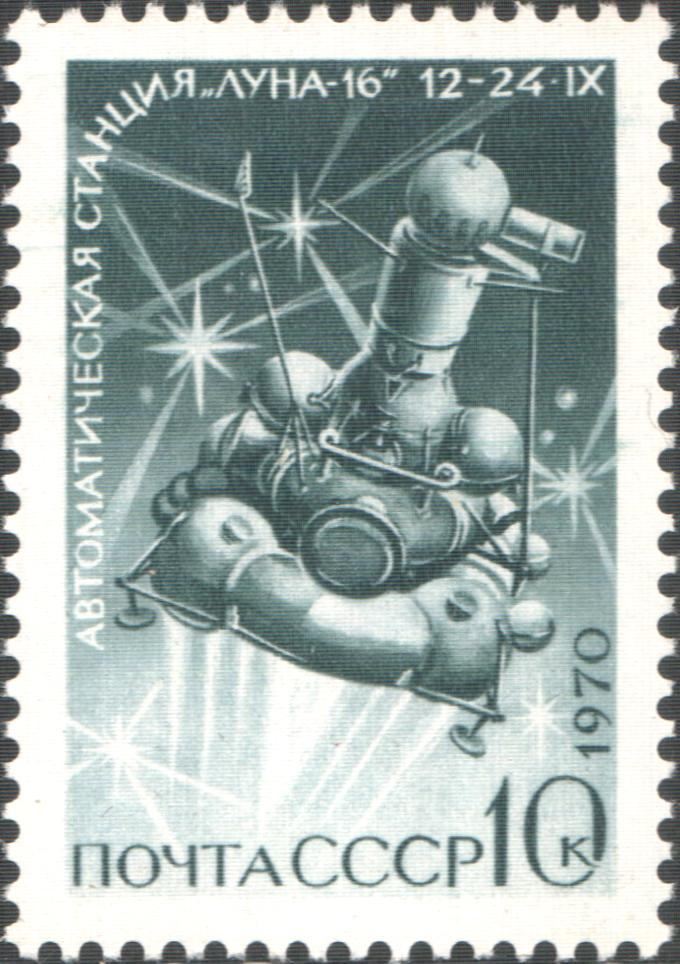
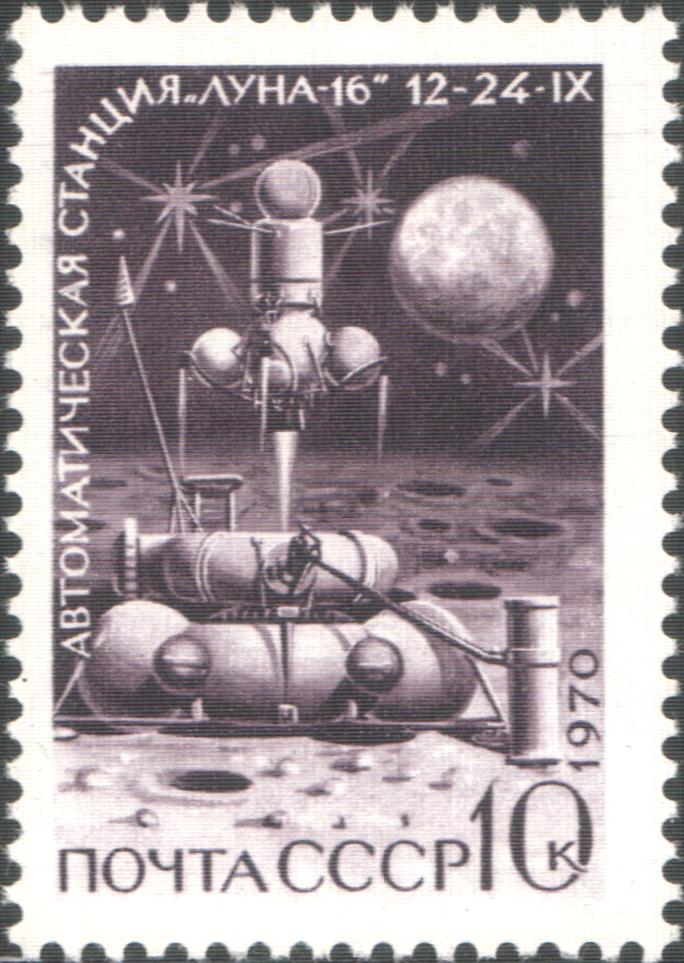
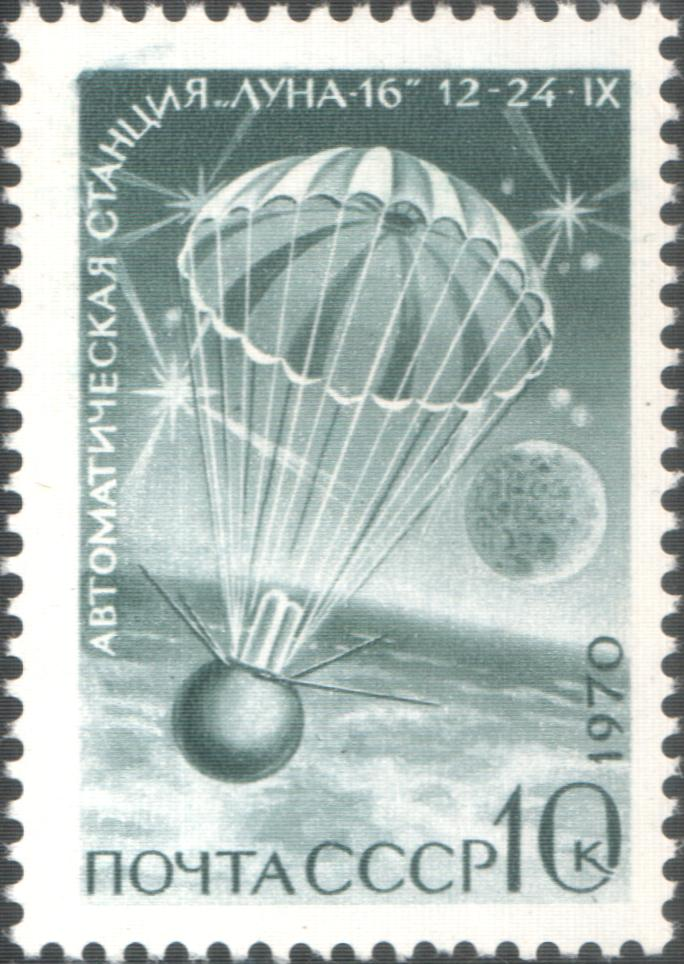